# Renewcell
Renewcell  var ett börsnoterat svenskt företag som återvann textilier till fibermassa som råvara till viskos och lyocell.
Företaget utvecklade en patenterad dissolvingmassa, tillverkad av enbart återvunna textilier och baserad på utveckling inom Kungliga Tekniska högskolan i Stockholm.
Renewcell hade en demonstrationsanläggning i Kristinehamn från 2018 och byggde en fullskaleanläggning för 60 000 årston massa i Svenska Cellulosa AB:s tidigare tryckpappersfabrik Ortvikens pappersbruk i Sundsvall. Fabriken invigdes den 10 november 2022 och företaget planerade då att söka miljötillstånd för ytterligare en linje.
Renewcells aktie introducerades på Nasdaq First North 2020.
Företaget gick i konkurs i februari 2024.. I juni samma år stod det klart att verksamheten övertas av det svenska riskkapitalbolaget Altor Equity Partners, samtidigt som företaget byter namn till Circulose. Produktionen förväntas återupptas 2026.
Konkursen har lyfts fram som ett exempel på strukturella hinder till en övergång till den cirkulära ekonomin .